# Eduardo Sánchez de Castilla
Eduardo Sánchez de Castilla (f. 1899) fue un dramaturgo y novelista español.

## Biografía
Autor dramático y novelista, tomó parte activa y principal en la publicación de los periódicos El Bazar (1875), La Ilustración Española (1875-1890), Blanco y Negro (1891), La Edad Dichosa (1895) y La Revista Moderna. Falleció en Madrid el 29 de octubre de 1899. En la parte dramática se adscribió al conocido como género chico.
Fue autor de Ayudar a caer (1875), El peor remedio (1877), Un lance peliagudo (1877), El equilibrio europeo (1878), Sin atadero (1880), Seguidillas (1881), Los Verderones (con Manuel Gómez de Cádiz, 1881), Los Manguitos (1882), Oler donde guisan (1882), La estatura de papá (1882), ¡Valiente noche! (1882), Ni á tres tirones (1882), Doctor en medicina (1883), La trucha de oro (1884), ¡Sola! (1884) y la novela Pirindola (1886).